# Hyfa

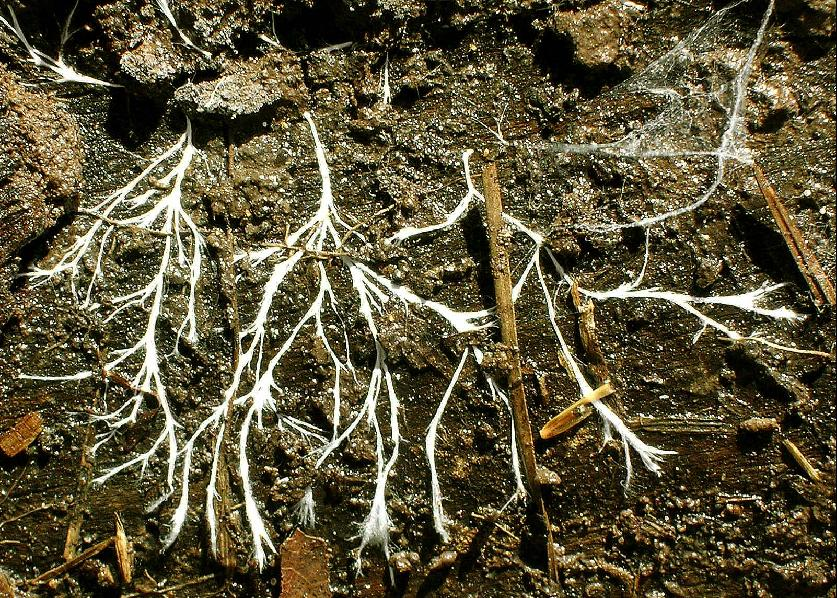
Hyfa

Hyfa je vlákno houby, s přehrádkami či bez přehrádek. Soubor hyf se nazývá podhoubí (mycelium) Archivováno 12. 6. 2020 na Wayback Machine.. Základní stavební prvek těla houby.
Hyfy mohou prorůstat hmotou, ve které houba roste, i desítky metrů. Vzhledem k často mikroskopickému průměru jsou obtížně pozorovatelné, tudíž vymezit „tělo jedince“, kupříkladu hřibu smrkového v lese, je prakticky nemožné. Na jednom centimetru čtverečním se může vyskytovat až dvacet kilometrů hyf, které mohou vyvinout tlak 100krát větší, než je tlak v pneumatice auta, a s tímto tlakem snadno prorazí kámen. 
Hyfy jsou buď jednobuněčné mnohojaderné: u primitivních hub, nebo mnohobuněčné, přičemž jednotlivé buňky jsou vzájemně propojeny přepážkami. Tyto buňky tedy mají společnou cytoplazmu.